# Імперський камеральний суд
50°33′19″ пн. ш. 8°30′05″ сх. д. / 50.555277777778° пн. ш. 8.5013888888889° сх. д.
Імперський камеральний суд, відомий також як імперський Верховний суд, Імперська судова палата або Рейхскаммергеріхт (нім. Reichskammergericht) — вищий судовий орган Священної Римської імперії, заснований в рамках Імперської реформи 1495 року. Є наступником Королівського камерального суду (нім. Königliche Kammergericht), який перебував при особі монарха і залежного від нього. З 1527 року постійно знаходився в Шпаєрі. Після руйнування міста французькими військами в 1689 році, суд переїхав в Вецлар, де і залишався до ліквідації Священної Римської імперії в 1806 році.
Імперський камеральний суд розглядав апеляції і касації на рішення судів нижчих інстанцій, а також спори між суб'єктами імперії (світськими і церковними князівствами, імперськими лицарями, вільними містами), між станами і монархами держав, що входять в імперію, а також скарги на дії імператора. До юрисдикції суду були виключені суперечки з князями, що мають привілей non appellando (заборони на оскарження їх дій їх підданими в імперських органах — ерцгерцоги Австрії з 1453 року і курфюрсти), а також кримінальні справи, крім випадків, коли були порушені базові процесуальні норми.
Статут суду в 1495 році (Reichskammergerichtsordnung) в § 3 передбачив, що судді повинні керуватися ius commune (нім. Gemeines Recht), надавши рецепції римського права офіційний характер
Склад членів Імперського камерального суду визначався спільно імператором і рейхстагом. Імператор призначав голову суду (зазвичай ним був представник вищої німецької аристократії), президентів судових палат, а також деяких суддів. Більшість членів суду обиралося рейхстагом, причому якщо в початковий період існування суду лише половина суддів повинна була мати докторський ступінь з римського права, то з 1548 року був наказано, щоб таким ступенем володіли всі члени Вищого суду.
Традиційно вважалося, що діяльність Імперського камерального суду була вкрай неефективною: судові процеси затягувалися на десятиліття і століття, а деякі справи так і залишилися невирішеними на момент розпуску Священної Римської імперії в 1806 році Однак сучасні дослідження матеріалів суду показали, що це відбувалося, в більшості випадків, через втрату інтересу сторін, що беруть участь в процесі, до суті спору, в той час, як значна кількість судових справ вирішувалась Імперським камеральним судом досить оператвно, іноді за кілька днів.
Діяльність Імперського камерального суду мала велике значення для підтримки єдності Священної Римської імперії. У всіх державних утвореннях імперії діяло єдине імперське право і єдина судова система, очолювана Імперським камеральним судом. Це був один з небагатьох елементів, які об'єднують сотні німецьких держав і напівнезалежних володінь в єдиний політичний організм. Крім того, за допомогою Імперського камерального суду імператори могли впливати на внутрішні процеси, що відбуваються в імперії, і підтримувати свою владу. Значну роль Імперський суд зіграв в утвердженні в Німеччині цивільних прав і свобод. Зокрема, завдяки його постановам в імперії встановився принцип недоторканності приватної власності і житла, а також свобода торгівлі та підприємництва. У зв'язку з цим правомірно порівняння діяльності Імперського камерального суду з роботою Національних зборів Франції в кінці XVIII століття.

## Асесори
- 1743—1774: Крістіан фон Неттельбладт (Старший)